# Бзаров, Руслан Сулейманович
Русла́н Сулейма́нович Бза́ров (осет. Бзарты Руслан Сулейманы фырт; род. 14 июня 1958, Баку, АзССР, СССР) — российский историк-кавказовед, общественный деятель, специалист по скифо-сарматской и аланской истории и культуре. Доктор исторических наук, профессор.
Член Общественной палаты Республики Северная Осетия-Алания, председатель Североосетинского отделения Российского военно-исторического общества.

## Биография
Руслан Сулейманович Бзаров родился в 1958 году в городе Баку, где провел детство и окончил школу. Затем семья Бзарова переехала в город Орджоникидзе. Здесь Руслан Бзаров поступил на исторический факультет Северо-Осетинского государственного университета имени К. Л. Хетагурова, и в 1980 году с отличием окончил его, а в 1985 году — аспирантуру МГУ.
С 1985 года — старший преподаватель, а с 1989 года — доцент кафедры российской истории и кавказоведения СОГУ. В 1990-х — начале 2000-х годов Руслан Бзаров окончательно утверждается в качестве одного из самых авторитетных осетинских историков, а его диссертация «Социальная структура осетинских обществ в XVIII — первой половине XIX века» вызвала немалый научный интерес и благожелательные отклики.

## Научная и общественная деятельность
Руслан Бзаров — автор учебника «История Осетии» для средней школы (совместно с М. М. Блиевым). Кроме того, Руслан Бзаров выступал в качестве сценариста фильмов «Аланы. Дорога на Запад», вышедшего в 2007 году (режиссёр Темина Туаева), посвящённому аланскому феномену в европейской истории, «Венгерская Алания» (2008 год), премьера которого во Владикавказе состоялась на экране ГЦКЗ «Октябрь». Оба фильма являются частью национального осетинского кинопроекта — «История Алании». Также Бзаров являлся автором и ведущим еженедельной научно-популярной передачи «Беседы об истории», выходившей на североосетинском телевидении. При участии профессоров СОГУ Т. Камболова и А. Левитской Р. Бзаровым был разработан комплекс образовательных программ, известных как концепция осетинского национального образования.

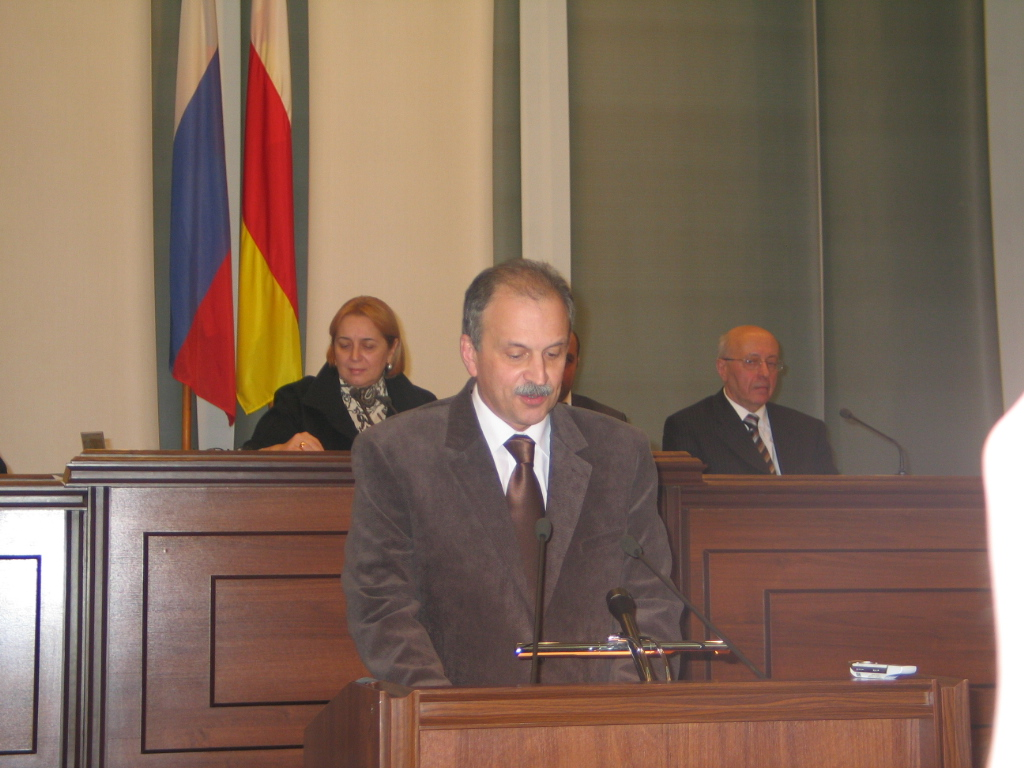
Руслан Бзаров, 2010 год. На заднем плане — Сергей Кургинян и Лариса Хабицова.

Выступает за создание международной ассоциации алановедов.
Помимо преподавательской деятельности Бзаров принимает участие в политической жизни Республики Южная Осетия.
В январе 2012 года Руслан Бзаров стал членом североосетинского Народного штаба поддержки кандидата в Президенты России Владимира Путина.
Руслан Бзаров является сценаристом ряда документальных фильмов об истории кавказских народов: «Аланы. Дорога на запад», «Венгерская Алания» и т.д.
В 2024 году был доверенным лицом кандидата в президенты России Владимира Путина.

## Критика
Виктор Шнирельман отмечает, что Бзаров, вслед за осетинским историком М. Блиевым, является сторонником расистской концепции, утверждающей, что соседний с осетинами народ, ингушей, характеризует «набеговая система», коварство и жестокость, связанные с «определенной формационной стадией». Согласно Бзарову, «ингушское общество не смогло найти своего места в Отечественной войне» и это будто бы привело к катастрофическому развитию событий и депортации
Учебник Бзарова и Блиева «История Осетии с древнейших времен до конца XIX в.» Шнирельман критикует за ложную концепцию трехтысячелетней преемственности скифско-алано-осетинского развития, «несмотря на очевидные разрывы постепенности — между скифами и сарматами (они были заклятыми врагами), а также между аланами и более поздними осетинами (антропологи фиксируют значительные различия в их физическом облике)», и попытки возвеличивания входящих в эту схему предполагаемых предков осетин. Критике также подвергнут тезис авторов, что Россия, как фундамент трехтысячелетней традиции евразийского культурно-исторического единства, является преемницей тюркских государств, а те, в свою очередь, скифской цивилизации, следовательно, осетины заложили фундамент современной России.
Согласно Тамаре Гузенковой, в школьном учебнике Бзарова «Рассказы по истории Северной Осетии» конфликты 1989—1992 гг. осетинов против ингушей и чеченцев описаны так, что если из текста изъять даты и географические названия, то можно быть уверенным, что речь идёт о борьбе осетинов с германским фашизмом в годы Великой Отечественной войны.